# 三河镇 (肥西县)
三河镇位于安徽省合肥市肥西县东南部，古称鹊渚、鹊尾、鹊岸、三汊，面积4.71平方公里，人口3.1万。下辖8个居委会。2007年入选中国历史文化名镇，2015年获评国家5A级旅游景区。 
三河镇地处巢湖平原，肥西县（隶属合肥市）、舒城县（隶属六安市）、庐江县（隶属合肥市）三县交界处。丰乐河、小南河于此注入于杭埠河，流向巢湖。三河镇就是因这3条河流而得名。

## 镇名
最早见诸史籍的是鹊岸（鹊尾渚），春秋时期《左传·昭公五年》载：“冬十月，楚子以诸侯及东夷伐吴，遽不设备，吴人败诸鹊岸。”
其后是三叉（三汊），萧梁《梁书·列传第六·韦叡》载：“魏人乘胜至睿堤下，其势甚盛，军监潘灵祐劝睿退还巢湖，诸将又请走保三叉。”
而三河之名出现最晚，见于明天顺年间《大明一统志·卷十四》。

## 历史
三河镇由于地处要冲，曾是兵家必争的战略要地。
春秋时期，吴、楚两国在此进行“鹊岸之战”，《左传·昭公五年》记载：“冬十月，楚子以诸侯及东夷伐吴，遽不设备，吴人败诸鹊岸”，杜预注“庐江舒县有鹊尾渚”。
刘宋义嘉之难时期，宋明帝刘彧政权与晋安王刘子勋政权在此对峙。
清末太平天国之乱时期，湘军与太平军于此交战，太平军大败湘军，太平天国方面称三河大捷，该战役一度扭转太平天国的艰危局势。
1949年1月，解放军占领三河镇。2月，设立三河县，3月，改为三河市（县级市），隶属于巢湖专区。1950年3月，三河市撤市设区，并入肥西县。1956年1月，三河区撤区建镇。
2000年以后，该镇着力于开发旅游业，开辟了刘同兴隆庄、杨振宁旧居、鹤庐等景点。合肥市在十二五规划草案中提出试点4个“镇级市”——水湖、三河、长临、下塘。
2004年，三河大捷遗迹及古民居列入第五批安徽省文物保护单位。2007年5月，三河镇入选中国历史文化名镇。
2015年10月，三河古镇获评国家5A级旅游景区，也是截至2024年合肥市境内唯一一个国家5A级旅游景区。
2016年，三河镇全镇面积72平方公里，下辖14个社区、12个村，总人口近8万人，古镇景区面积4.71平方公里，人口3.5万人，中共党员2203名。

## 景点

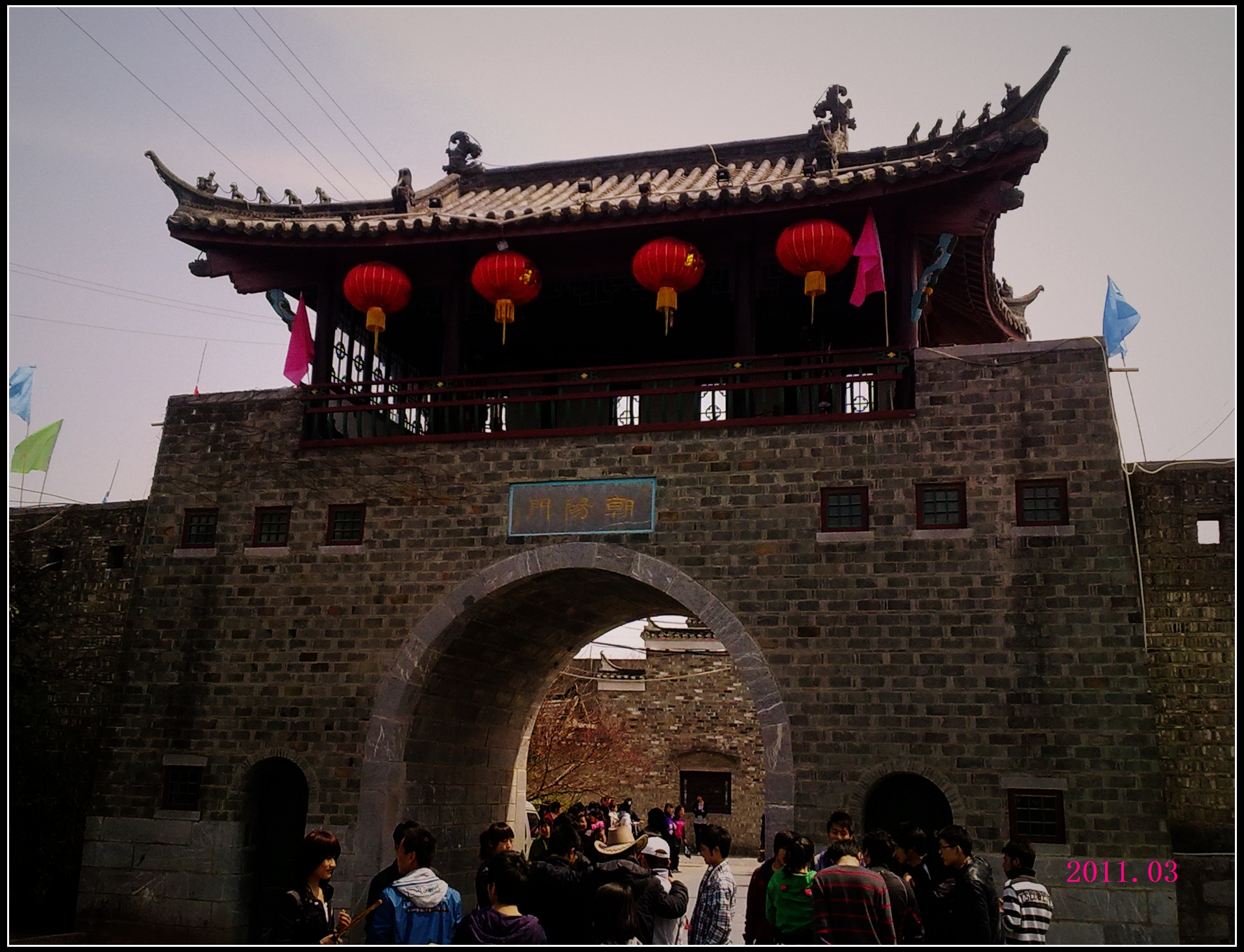
朝阳门

古镇入镇免费，镇内景点单独收费。

### 刘同兴隆庄
刘同兴隆庄是三河大捷遗迹及古民居项目之一，位于古镇西街，又称“刘记布庄”、“刘记米铺”，建筑面积约有700平方米，共有五进八厢三十二间。曾经的刘同兴隆庄既是一家店铺，也是三河商会副会长刘锦堂的居所，临街是一幢二层木楼；二进为走马转心楼；第三进是敞厅，用于接待来客；四进是香屋，用于祭祀祖先；五进是居住区域。

### 董寅初纪念馆
董寅初纪念馆位于古镇西街，为纪念三河出身的董寅初，翻新董寅初旧居设立了董寅初纪念馆，建筑面积约200平方米，全馆分为六个展厅以展示董寅初生平。

### 杨振宁旧居
杨振宁旧居是三河大捷遗迹及古民居项目之一，位于古镇南街，1937年杨振宁一家为躲避战乱自北平迁居于杨振宁母亲老家三河镇。

## 行政区划
现辖：
北街社区、南街社区、西街社区、东街社区、中街社区、杨婆社区、二龙社区、茶蓬社区、滨湖社区、跨河社区、任倪村、太华村、联合村、河口村、木兰村、西湖村、龙安村、湖光村、滨光村、五合村、永和村、桥庵村、滨丰村、临丰村、九联村和建设村。

## 特产
三河米酒：中国地理标志产品。